# 京港地铁
北京京港地铁有限公司是中华人民共和国北京市的一个城市轨道交通营运公司。该公司拥有北京地铁4号线、大兴线、14号线、16号线、17号线以及M101线的部分产权和营运权。公司总部设于北京市丰台区嘉园路地铁4号线马家堡车辆段。公司总投资46亿元，注册资本13.8亿元，北京首都创业集团有限公司与香港铁路有限公司（簡稱港鐵公司，前身為香港地鐵有限公司）各持有49%的股份，其余2%的股份由北京市基础设施投资有限公司持有。

## 历史
2004年12月4日，香港地铁有限公司与北京市基础设施投资有限公司和北京首都创业集团有限公司签署原则性协议，以公私合营的形式特许经营北京地铁4号线。随后，京港地铁公司应运而生，于2005年12月26日获准成立，并于翌年1月6日取得营业执照。
2006年4月12日，北京市政府与京港地铁公司正式签署协议，特许经营地铁4号线，特许经营期限为30年。2007年隨香港兩鐵合併，京港地铁公司之控股公司「地铁有限公司」改名為「香港铁路有限公司」。
2009年12月30日，北京轨道交通大兴线投资有限责任公司与京港地铁签署大兴线委托营运协议，委托营运期限为10年。2012年11月6日，北京市交通委员会与京港地铁草签14号线特许经营协议，特许经营期限为30年。
2015年2月8日，北京市交通委員會代表北京市政府與北京京港地鐵有限公司草簽了《北京地鐵十六號線項目特許協議》，根據項目的公私合營安排，京港地鐵將負責項目的B部分，包括機電設備系統工程及車輛。B部分佔總投資額約30%，亦即約150億元。港鐵將向京港地鐵注入不多於24.5億元的額外資金，以支持16號線項目的投資，京港地鐵將負責16號線的營運和維修，為期30年。

## 营运路线

### 4号线
2004年12月3日，当时的香港地铁公司（现在的港铁公司）與北京市基礎設施投資有限公司、北京首都創業集團有限公司簽署了北京地铁4号线投资、建设、运营合作的原则性协议，这标志着4号线成为中国大陆城市轨道交通首条公私合营的路线。三个公司分别于次年2月7日与北京市政府和北京市軌道交通建設管理有限公司草签了4号线的特许经营协议和项目管理协议。香港地铁公司向北京地铁4号线及京港地铁公司注资7.35亿元人民幣。京港地铁公司拥有4号线30年的运营权。

### 大兴线
与4号线贯通运营。大兴线的經營及維修特許經營協議為期10年，每次期滿後可延續10年，直至4號綫特許經營期滿為止。

### 14号线
2012年11月6日，北京市交通委与北京京港地铁有限公司草签了14号线的特许经营协议：京港地铁出资建设14号线的B部分（车辆、信号设备和机电设备等），同时将拥有地铁14号线30年的运营权。

### 16号线
京港地铁特許經營北京地铁16号线，為期三十年。京港地鐵在该项目上的投資額約一百五十億元人民幣，除此之外还有港鐵約二十四億五千萬元人民幣的額外注資。16号线北段（北安河-西苑）于2016年12月31日开通运营，中段（西苑-甘家口）于2020年12月31日开通运营，2021年12月31日向南延伸一站至玉渊潭东门站，2022年12月31日再次向南段开通运营至榆树庄站，2023年12月30日，16号线南段剩余段开通至宛平城站，16号线最后一座丽泽商务区站於2025年1月19日开通。

### 17号线
2019年12月，京港地铁与北京地铁十七号线投资有限责任公司（京投子公司）正式签署《北京地铁17号线工程项目租赁经营协议》，京港地铁被确定为北京地铁17号线的运营商，17号线成为了京港地铁运营的第5条线路。

### M101线
2022年1月20日，中交路建与京港地铁举行北京轨道交通M101线项目合作意向书签约仪式。